# Муса Сайрами
Молла Муса Сайрами (уйг. موللا مۇسا سەيرامى, Molla Musa Seyrami‎; 1836—1917) — уйгурский историк, известный своим рассказом о событиях в Восточном Туркестане в XIX веке, в частности о Дунганском восстании 1864—1877 годов.

## Биография
Муса был родом из деревни Сайрам, расположенной к северо-западу от Кучи. Это место не следует путать с более крупным одноименным городом в Казахстане. В юности он был послан в Кучу учиться в медресе муллы Османа Ахунда. Он стал близким другом одного из своих одноклассников по имени Махмудин (Мухаммад ад-Дин), сына Бурханадина Ходжи, важного члена клана ходжей. Позже Муса назвал Махмудина «Ходжам падишах».
Летом 1864 года, в первые дни дунганского восстания в Синьцзяне, Муса присоединился к армии мятежного Бурханадина Ходжи, когда она проходила через Сайрам. Вместе с сыном Бурхана Махмудином Муса был среди мятежников Бурхана в Аксу и Уч-Турфане и стал там правой рукой Бурхана.
После того как народ Уч-Турфана сверг ходжей в 1867 году, Муса Сайрами сопровождал арестованных ходжей в штаб-квартиру нового правителя региона Якуба-бека. Затем он нашел себе место в правительственном аппарате Якуб-бека, где служил под началом Мирзы Баба-бека, главного налогового чиновника в Аксу.
Муса пережил смерть Якуб-бека и отвоевание Синьцзяна цинскими армиями Цзо Цзунтана в 1877 году. Остаток своих дней он прожил в Аксу, сочиняя и переписывая свой «Тарих-и амнийе», который завершил в 1903 году.

## «Тарих-и амнийе» и «Тарих-и хамиди»
«Тарих-и амнийе» («История, посвящённая Амину» или «История спокойствия и безопасности») была написана на чагатайском языке — древнем литературном языке Центральной Азии, который можно считать предком современных уйгурского и узбекского языков. По мнению современных ученых, чагатайские рукописи Мусы Сайрами находились под влиянием «современного» уйгурского языка (то есть просторечия собственной эпохи Сайрами).
Советские исследователи предположили, что название работы Мусы также намекает на имя одного из его друзей, Дадха Мухаммада Амин Бай аксакала; таким образом, она также может быть прочитана как «история, посвященная Амину». Амин был старшим (аксакалом) русских подданных в Аксу и Уч-Турфане и поддерживал переписку с русским консулом в Кашгаре Николаем Петровским. Таким образом, советский исследователь К. А. Усманов предположил, что Петровский, известный как страстный собиратель материалов, связанных с историей региона, возможно, сыграл важную роль в том, чтобы побудить Мусу взяться за его работу.
Впервые книга «Тарих-и амнийе» была опубликована русским ученым Н. Н. Пантусовым в Казани в 1905 году. (Пантусов, по-видимому, особенно интересовался историей этого региона; ранее он опубликовал русский перевод другой работы на ту же тему — «Газат дар мульк-и Чин» Муллы Биляля («Священная война в Китае»), первоначально написанной в 1876 году.)
Современный уйгурский перевод был опубликован в Урумчи в 1988 году под названием Tärikhi äminiyä.
Тарих-и хамиди («История Хамиди») — это переработанная версия Тарих-и амнийе, завершенная в 1908 году. Современный уйгурский перевод Энвера Байтура был опубликован в Пекине в 1986 году.

## Современная оценка
По мнению современного специалиста по истории этого периода Ким Хо-донга, Сайрами является «одним из лучших историков, когда-либо созданных в Центральной Азии», и его книги являются наиболее важным источником местного производства о Дунганском восстании и режиме Якуб-бека.